# Muscicapoidea
A Muscicapoidea a madarak osztályának verébalakúak (Passeriformes) rendjén belül a verébalkatúak (Passeri) alrendjének egyik öregcsaládja.

## Rendszerezés
Az öregcsaládba az alábbi családok tartoznak:
- nyűvágófélék (Buphagidae) – 2 faj
- gezerigófélék (Mimidae) – 34 faj
- seregélyfélék (Sturnidae) – 123 faj

- csonttollúfélék (Bombycillidae) – 3 faj
- pálmajárófélék (Dulidae) – 1 faj
- selymesmadárfélék (Ptilogonatidae) – 4 faj
- selyemgébicsfélék (Hypocoliidae) – 1 faj
- mohófélék (Mohoidae) – 5 faj
- vízirigófélék (Cinclidae) – 5 faj
- légykapófélék (Muscicapidae) – 277 faj
- pergőlégykapó-félék (Platysteiridae) – 33 faj
- rigófélék (Turdidae) – 177 faj